# Catargynnis dryadina
Catargynnis dryadina är en fjärilsart som beskrevs av William Schaus 1913. Catargynnis dryadina ingår i släktet Catargynnis och familjen praktfjärilar. Inga underarter finns listade i Catalogue of Life.